# Акт 5 ноября
Акт 5 ноября 1916 года — заявление немецкого генерал-губернатора Г. Безелера в Варшаве и австро-венгерского генерал-губернатора К. Кука в Люблине о намерении своих монархов о создании «Королевства Польского». Летом 1916 года ослабленая наступлением русских войск Австро-Венгрия сняла возражения по проекту рейхсканцлера Теобальда фон Бетман-Гольвега создать зависимое от Германии польское государство, исполняющего роль буфера. На совещаниях в Вене и Пщине союзники согласовали свои позиции. Вена повысила статус легионов Юзефа Пилсудского, переименовав их в «Польский вспомогательный корпус».
2 ноября 1916 года Галиции было предоставлено широкое самоуправление в пределах Австро-Венгрии. Укрепив связи с польскими кругами, Вена отказалась от неоднократных попыток административно поделить Галицию по этническому принципу. Но этим окончательно перечеркивались надежды украинского народа на независимость.
Акт 5 ноября удовлетворял экспансионистские планы Берлина. 9 ноября на тайном заседании в Рейхстаге Бетман-Гольвег заявил, что польские земли Германии останутся в её составе, но будут мобилизованы необходимые для ведения войны людские резервы Польши. Создание польского государства и определения его границ откладывалось до окончания войны. Одновременно Беселер обратился к польскому населению с призывом «к оружию» — созданием польского войска для войны на Востоке. Генерал-губернатор сообщил также, что оккупационные органы будут продолжать правление на польских территориях. Растущее недовольство поляков заставило оккупационные власти провозгласить создание совещательного польского «Временного совета государства». Сформированное в январе 1917 года, оно состояло из 25 человек — 15 назначенных немецким и 10 — австро-венгерским генерал-губернаторами.